# Championnat d'Italie de football de deuxième division 1966-1967
Navigation
Édition précédente Édition suivante
La saison 1966-1967 de Serie B, organisée par la Lega Calcio pour la vingt-et-unième fois, est la 35e édition du championnat de deuxième division en Italie. Les deux premiers sont promus directement en Serie A et les quatre derniers sont relégués en Serie C.
À l'issue de la saison, la Sampdoria termine à la première place et monte en Serie A 1967-1968 (1re division), accompagné par le vice-champion, Varèse.
Avec la réforme de la Serie A qui passera de 18 à 16 équipes, il n'y aura que deux promotions en fin de saison, par contre il y aura quatre clubs relégués.

## Compétition
La victoire est à deux points, un match nul à 1 point.

### Classement
| Rang | Équipe        | Pts | J  | G  | N  | P  | Bp | Bc | Diff |
| ---- | ------------- | --- | -- | -- | -- | -- | -- | -- | ---- |
| 1    | Sampdoria R   | 54  | 38 | 20 | 14 | 4  | 47 | 19 | +28  |
| 2    | Varèse R      | 51  | 38 | 19 | 13 | 6  | 44 | 21 | +23  |
| 3    | Catane R      | 42  | 38 | 15 | 12 | 11 | 35 | 31 | +4   |
| 4    | Catanzaro     | 42  | 38 | 14 | 14 | 10 | 44 | 42 | +2   |
| 5    | Reggiana      | 42  | 38 | 15 | 12 | 11 | 35 | 39 | -4   |
| 6    | Padoue        | 39  | 38 | 11 | 17 | 10 | 37 | 33 | +4   |
| 7    | Modène        | 39  | 38 | 12 | 15 | 11 | 41 | 44 | -3   |
| 8    | Potenza       | 39  | 38 | 13 | 13 | 12 | 35 | 38 | -3   |
| 9    | Palerme       | 38  | 38 | 12 | 14 | 12 | 34 | 26 | +8   |
| 10   | Reggina       | 38  | 38 | 11 | 16 | 11 | 35 | 33 | +2   |
| 11   | Messine       | 37  | 38 | 11 | 15 | 12 | 36 | 40 | -4   |
| 12   | Genoa         | 36  | 38 | 12 | 12 | 14 | 39 | 33 | +6   |
| 13   | Hellas Vérone | 36  | 38 | 12 | 12 | 14 | 33 | 36 | -3   |
| 14   | Pise          | 36  | 38 | 10 | 16 | 12 | 27 | 30 | -3   |
| 15   | Novare        | 36  | 38 | 13 | 10 | 15 | 31 | 35 | -4   |
| 16   | Livourne      | 35  | 38 | 12 | 11 | 15 | 32 | 39 | -7   |
| 17   | Savone P      | 34  | 38 | 12 | 10 | 16 | 44 | 46 | -2   |
| 18   | Arezzo P      | 32  | 38 | 11 | 10 | 17 | 39 | 44 | -5   |
| 19   | Alexandrie    | 29  | 38 | 8  | 13 | 17 | 35 | 48 | -13  |
| 20   | Salernitana P | 32  | 38 | 9  | 7  | 22 | 23 | 49 | -26  |

|  | Promotion en Serie A                        |
|  | Relégation en Serie C                       |
|  | P : Promu de Serie C R : Relégué de Serie A |